# Vietnamia inflexa
Vietnamia inflexa är en oleanderväxtart som beskrevs av Ping Tao Li. Vietnamia inflexa ingår i släktet Vietnamia och familjen oleanderväxter. Inga underarter finns listade i Catalogue of Life.